# 幽靈 (韓國電影)
是一部2023年上映的韓國諜戰動作片，根據中國大陸作家麦家創作的小說《风声》改編，由韓國電影《信徒》的導演李海暎執導，薛耿求、李荷妮、朴素淡、朴海秀、徐賢宇主演。本片2023年1月18日在韓國上映。

## 劇情概要
以1933年日本殖民朝鮮下的京城為背景，講述被懷疑是抗日組織派來的間諜“幻影”而被困在偏僻酒店裡的五個嫌疑人，為了擺脫相互的猜疑和警戒順利逃脫而展開殊死搏鬥的故事。

## 演員陣容

### 主要人物
- 薛耿求 飾演 村山淳二，軍人出身的日本警察，隸屬警務局，降職後被派遣到總督府內擔任通信科監督官。
- 李荷妮 飾演 朴慈景，總督府內紀錄密文的通信科職員。
- 朴素淡 飾演 吉永百合子，朝鮮人，政務總監的直屬秘書，朝鮮總督府的實權人物。
- 朴海秀 飾演 高原海人，為了查出滲透入總督府的間諜“幽靈”，指揮進行陷阱調查的警衛隊長。
- 徐賢宇 飾演 千系長，負責通信和密文解讀，解密能力突出但性格謹慎。[4]

### 其他人物
- 金東希 飾演 李白虎，通信科的年輕職員。
- 金重熙 飾演 佐久間正，村山淳二的後輩。
- 高仁範 飾演 山形土蔵，陸軍上將兼新任總督，抗日組織黑色團的清除對象。
- 趙夏植 飾演 山田次郎夫，警務局局長。
- 徐進元 飾演 石丸正志，朝鮮總督府政務總監。
- 尹泰仁 飾演 大山晃弘，大塊頭軍人。
- 劉慶勳 飾演 倉田聡，青年軍人。
- 朴秀吾 飾演 李東佑，李英珠的弟弟。
- 車熙 飾演 小學修女
- 韓宇烈 飾演 李成河，黑色團員之一。
- 尹正燮 飾演 朴相燮，黑色團員之一。
- 崔永澤 飾演 崔慶秀，黑色團員之一。
- 權英燦 飾演 陸軍大將病房軍醫
- 朴佳英 飾演 朝鮮神宮巫女
- 尹赫鎮 飾演 警衛隊員
- 琴世祿 飾演 張華／紅蓮
- 孔大維 飾演 電台主播

### 友情出演
- 李絮 飾演 尹蘭英，抗日組織黑色團團員，負責執行任務的行動要員。
- 李周英 飾演 李英珠，電影院售票員。

### 特別出演
- 金惠玉 飾演 村山淳二的母親
- 金鍾洙 飾演 友堂，電影放映技師。
- 金亨瑞 飾演 綾波，朝鮮總督府政務總監的新直屬秘書。

## 製作
為了縮小原著小說和韓國歷史的差距，李海暎導演改編了事件發生的空間和背景，將地點改在風景優美的懸崖邊的一座豪華酒店裡。在此片的準備階段，李海暎導演考察了同樣是朝鮮日治時期為背景的電影《密探》《暗杀》的拍攝地上海攝影棚，最後受COVID-19影響，改為在韓國國內搭建京城時期的佈景。

### 拍攝
主体拍摄於2021年1月4日開始進行，於同年5月22日殺青。

### 損益平衡點
據媒體報導，此片純製作費用為137億韓元，损益平衡点推算為300萬觀影人次。

## 發行
2022年12月13日，片方發布首款預告海報和預告片，宣佈此片定檔2023年1月18日上映。

## 反響

### 票房
上映首日（1月18日）動員4萬1500餘名觀眾，位列單日票房第二位，放映屏數1099塊。首個週末（1月20日至1月22日）觀影人次為7萬1444名，位列週末票房第四位，累計觀影人次24萬5739名。第二個週末（1月26日至1月29日）觀影人次為8萬2千餘名，位列週末票房第四位，累計觀影人次53萬1661名，放映屏數縮減至700塊左右。第三個週末（2月3日至2月5日）觀影人次為4萬1千餘名，位列週末票房第七位，累計觀影人次61萬0394名，放映屏數減至620餘塊。

## 奖项荣誉
| 年份   | 颁奖礼           | 奖项     | 入围者   | 结果 | 参考   |
| ------ | ---------------- | -------- | -------- | ---- | ------ |
| 2023年 | 第32屆釜日電影獎 | 最佳配乐 | Dalpalan | 獲獎 |        |
| 2023年 | 第59屆大鐘賞     | 最佳配乐 | Dalpalan | 獲獎 | [ 15 ] |
| 2023年 | 第59屆大鐘賞     | 最佳美術 | 金寶穆   | 提名 | [ 15 ] |
| 2023年 | 第59屆大鐘賞     | 最佳服裝 | 咸賢珠   | 提名 | [ 15 ] |

## 同期上映作品
- 《交涉》
- 《THE FIRST SLAM DUNK》
- 《阿凡達：水之道》
- 《英雄》
- 《想見你》

## 外部連結
- NAVER上《幽靈》的資料
- Daum上《幽靈》的資料

- 韩国电影数据库（KMDb）上《幽靈》的資料
- 豆瓣电影上《幽靈》的資料 （简体中文）
- 互联网电影数据库（IMDb）上《幽靈》的资料（英文）